# بولیوی در المپیک تابستانی ۲۰۲۴
کاروان المپیکی بولیوی، یکی از کاروان‌های شرکت‌کننده در بازی‌های المپیک تابستانی ۲۰۲۴ بود. این دوره از بازی‌ها از ۲۶ ژوئیه تا ۱۱ اوت ۲۰۲۴ (۵ تا ۲۱ امرداد ۱۴۰۳ خورشیدی) به میزبانی پاریس، پایتخت فرانسه برگزار شد. پس از نخستین حضور در المپیک ۱۹۳۶ برلین، بولیوی در همه‌ی ادوار المپیک به جز المپیک ۱۹۸۰ مسکو در پی حمایت از تحریم شوروی به رهبری ایالات متحده شرکت کرده است.
هکتور گاریبای و ماریا خوزه ریبرا، پرچمداران این کاروان در آیین گشایش این دوره از بازی‌ها بودند.

## شرکت‌کنندگان
فهرست زیر به ورزشکاران این کاروان اشاره دارد.
| ورزش        | مردان | زنان | مجموع |
| ----------- | ----- | ---- | ----- |
| دو و میدانی | ۱     | ۱    | ۲     |
| شنا         | ۱     | ۱    | ۲     |
| مجموع       | ۲     | ۲    | ۴     |